# یلو پاین (آیداهو)
یلو پاین (به انگلیسی: Yellow Pine) یک منطقهٔ مسکونی در ایالات متحده آمریکا است که در شهرستان ولی، آیداهو واقع شده‌است. یلو پاین ۳۲ نفر جمعیت دارد.